# Miss Universo Belice
Miss Universo Belice (en inglés: Miss Universe Belize) es un concurso de belleza nacional en Belice. Se encarga de seleccionar a las representante del país para el concurso Miss Universo.

## Historia

### 2008
Miss Universo Belice 2008 Tanisha Vernon habló en contra de la «propietaria» y «única empleada» de Pageants Belize: Margaret Johnson. Su corona fue revocada en julio de 2008.

### 2016
En 2016, Opal Enriquez se hizo cargo de la franquicia Miss Belice.

### 2018-2022
En 2018, Romeo Escobar, productor tres veces ganador del premio Emmy, se hizo cargo de la franquicia de Miss Universo en Belice. En 2016, Escobar se había postulado para ser director pero no fue aceptado. Dejó la franquicia en 2023, citando desacuerdos con los propietarios de la Organización Miss Universo sobre cómo deberían funcionar las franquicias.

### 2023-presente
En 2023, Miss Universo Belice 2019, Destinee Arnold se hizo cargo de la franquicia Miss Belice. El concurso pasó a llamarse «Miss Universo Belice». La franquicia se encuentra actualmente bajo la organización de House of Crowns by Team Destination.

## Ganadoras
: Declarada como ganadora
     : Terminó como finalista
     : Terminó como una de las semifinalistas o cuartofinalistas
     : Terminó como ganadora de premios especiales
| Año                           | Miss Universo Belice          | Posición en Miss Universo | Premios especiales              | Notas                                                                                                  |             |
| ----------------------------- | ----------------------------- | ------------------------- | ------------------------------- | --- | ----------- |
| 2025                          | Isabella Zabaneh              | Por competir              | Por competir                    | |             |
| 2024                          | Halima Hoy                    | No clasificó              |                                 | Dirección de Destinee Arnold.                                                                          |             |
| 2023                          | No compitió                   | No compitió               | No compitió                     | No compitió                                                                                            |             |
| 2022                          | Ashley Lightburn              | No clasificó              |                                 | |             |
| 2021                          | No compitió                   | No compitió               | No compitió                     | No compitió                                                                                            |             |
| 2020                          | Iris Salguero                 | No clasificó              |                                 | |             |
| 2019                          | Destinee Arnold               | No clasificó              |                                 | |             |
| 2018                          | Jenelli Fraser                | No clasificó              |                                 | Dirección de Romeo Escobar.                                                                            |             |
| 2017                          | No compitió                   | No compitió               | No compitió                     | No compitió                                                                                            |             |
| 2016                          | Rebecca Rath                  | No clasificó              | - Mejor Traje Nacional (Top 12) | Dirección de Opal Enriquez.                                                                            |             |
| No compitió entre 2010 y 2015 |                               |                           |                                 | |             |
| 2009                          | Charmaine Chinapen            | No compitió               | No compitió                     | Charmaine eligió ir al Miss Mundo 2008.                                                                |             |
| 2008                          | Tanisha Vernon                | No compitió               | No compitió                     | Según Margaret Johnson, Vernon no firmó su contrato y no podía continuar como Miss Belice sin hacerlo. |             |
| 2007                          | Maria Jeffery                 | No clasificó              |                                 | |             |
| 2006                          | No compitió                   | No compitió               | No compitió                     | No compitió                                                                                            |             |
| 2005                          | Andrea Elrington              | No clasificó              |                                 | |             |
| 2004                          | Leilah Anne Magdalena Pandy   | No clasificó              |                                 | |             |
| 2003                          | Becky Belinda Bernard         | No clasificó              |                                 | Dirección de Margaret Johnson.                                                                         |             |
| 2002                          | Karen Anita Russell           | No compitió               | No compitió                     | Dirección de Carolyn Trench-Sandiford.                                                                 |             |
| 2001                          | No compitió                   | No compitió               | No compitió                     | No compitió                                                                                            |             |
| 2000                          | Shiemicka Richardson          | No clasificó              |                                 | |             |
| 1999                          | Viola Jeffery                 | No clasificó              |                                 | |             |
| 1998                          | Elvia Vega                    | No clasificó              |                                 | |             |
| 1997                          | Sharon Domínguez              | No clasificó              |                                 | |             |
| 1996                          | Ava Lovell                    | No clasificó              |                                 | |             |
| 1995                          | Deborah Wade                  | No clasificó              |                                 | |             |
| 1994                          | No compitió                   | No compitió               | No compitió                     | No compitió                                                                                            | No compitió |
| 1993                          | Melanie Smith                 | No clasificó              |                                 | |             |
| 1992                          | No compitió                   | No compitió               | No compitió                     | No compitió                                                                                            | No compitió |
| 1991                          | Josephine Gault               | No clasificó              |                                 | |             |
| 1990                          | Ysela Antonia Zabaneh         | No clasificó              |                                 | |             |
| 1989                          | Andrea Shermane McKoy         | No clasificó              |                                 | |             |
| 1988                          | No compitió                   | No compitió               | No compitió                     | No compitió                                                                                            | No compitió |
| 1987                          | Holly Emma Edgell             | No clasificó              |                                 | Dirección de Solie Arguelles (Pageants Belize).                                                        |             |
| 1986                          | Romy Ellen Taegar             | No clasificó              |                                 | |             |
| 1985                          | Jennifer «Jenny» Woods        | No clasificó              |                                 | |             |
| 1984                          | Lisa Patricia Ramírez         | No clasificó              |                                 | |             |
| 1983                          | Shirlene Dianne McKoy         | No clasificó              |                                 | |             |
| 1982                          | Sharon Kay Auxillou           | No clasificó              |                                 | |             |
| 1981                          | Ivette Zabaneh                | No clasificó              |                                 | |             |
| 1980                          | Ellen Marie Clarke            | No clasificó              |                                 | |             |
| 1979                          | Sarita Diana Acosta           | Top 12                    |                                 | |             |
| 1978                          | Christina Margarita Ysaguirre | No clasificó              |                                 | |             |
| 1977                          | Dora Maria Phillips           | No clasificó              |                                 | |             |
| 1976                          | Janet Joan Joseph             | No clasificó              |                                 | |             |
| 1975                          | Pelisamay Longsworth          | No clasificó              |                                 | Dirección de Ministro UDP de Juventud y Cultura de Belice.                                             |             |